# Hamilton Lea
Hamilton Lea är en civil parish i Charnwood i Leicestershire i England, 6 km från Leicester. Den bildades den 1 april 2019.